# 男鹿半島

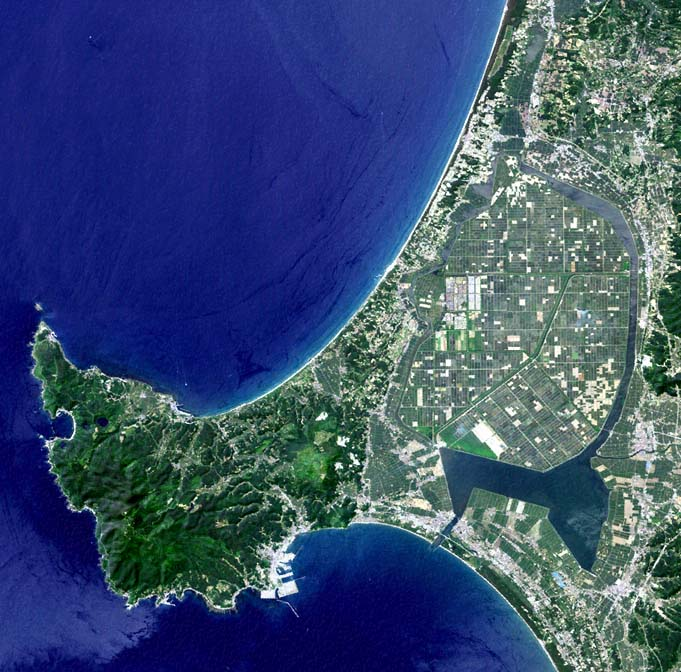
男鹿半島のランドサット衛星写真。右は八郎潟。スペースシャトル標高データ使用。

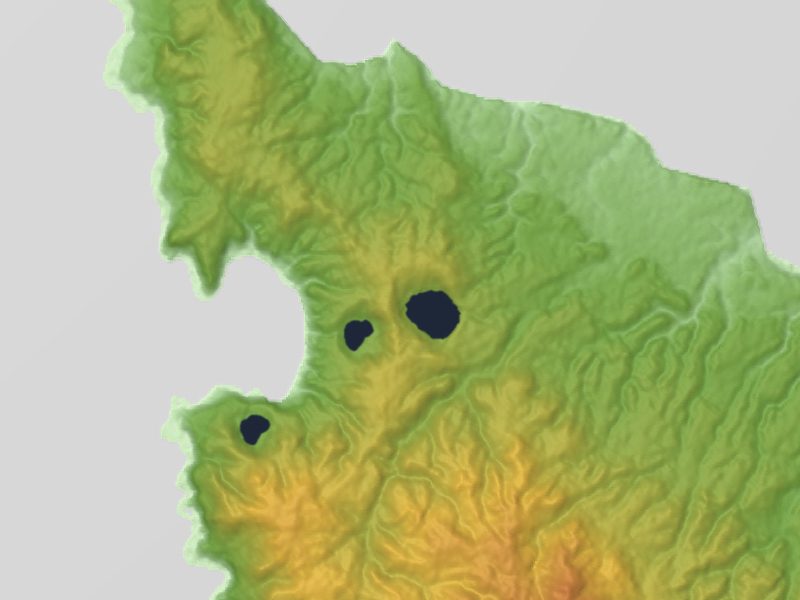
3つの池が目潟火山のマール。楕円形の戸賀湾は目潟火山より古いタフリング。

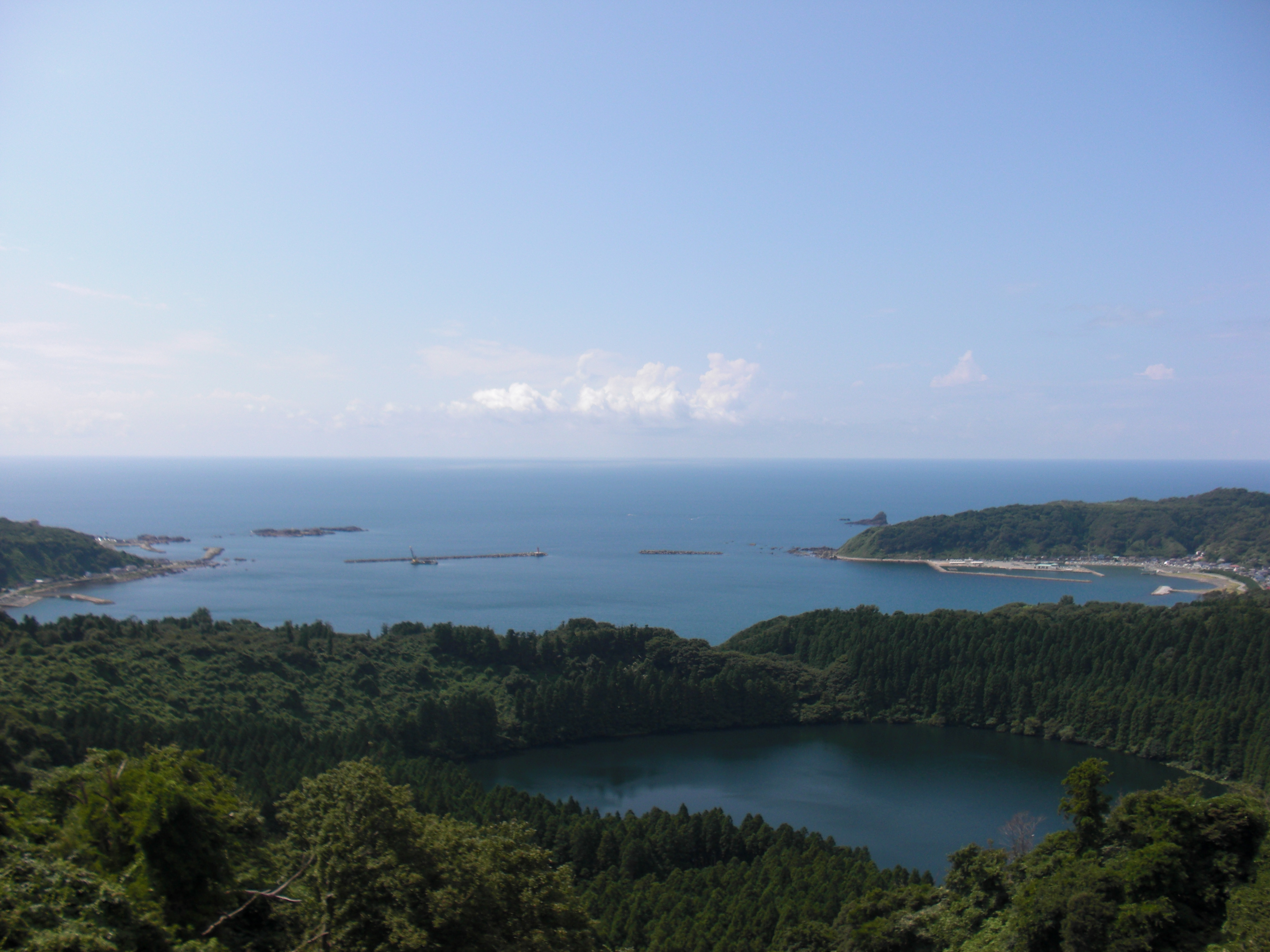
八望台から見た二ノ目潟と戸賀港

男鹿半島（おがはんとう）は、秋田県北西部にある日本海に突き出た半島。かつて沖合にあった男鹿島に砂州が成長してつながった代表的な陸繋島である。半島部の大半が男鹿市に属する。

## 地理
西部の丘陵部と東部の平野部に分けられる。中央部に寒風山がそびえ、西部には男鹿三山が位置する。半島西海岸は急崖や岩礁が続いており男鹿国定公園に指定されている。
寒風山火山は約3万〜1万年前の活動で形成された。先端部にある一ノ目潟、二ノ目潟、三ノ目潟は、マールであり、これを目潟火山と呼ぶ（男鹿目潟火山群一ノ目潟参照）。約3万～2万年前の火山活動である。また、戸賀湾（四ノ目潟とも）は目潟火山より古い時代のタフリングであり、それが海とつながったものである。
平野部には八郎潟があり、そのほかはほとんどが砂丘地である。八郎潟は日本で2番目の広さの湖だったが、1957年（昭和32年）から進められた干拓事業が1976年（昭和51年）に完了した。

## 交通
国道101号が南北に縦貫しており重要路線になっている。ただし、県内の他の地域に比べて道路の幅員狭小区間や簡易舗装区間の割合が高い。秋田市方面からはJR男鹿線が通じている。

## 文化
小鹿島とも書き、古くからなまはげが有名な所として知られて、なまはげ館が所在する。半島内には3つの郷土太鼓のグループがあり、男鹿温泉郷を中心に活動する「なまはげ郷神楽」は、勇壮な演奏と華麗なパフォーマンスにより、アジア各国、フランスまでその活動の幅を広げている。
真山、本山、毛無山は男鹿三山と呼ばれ、古くから山岳信仰の霊場とされている。
戦国時代以降は、戦国大名・安東氏の日本海経由の交易拠点として栄えた。
男鹿半島では1970年代まで、天然秋田杉を材料とした丸木舟が漁労の場で実用されていた。丸木舟は接合部が無く耐久性があるため、半島の岩礁地帯で重宝されていたものである。

## 観光
男鹿温泉郷をはじめ、金崎、戸賀など海岸沿いを中心に温泉がある。北西端にある入道崎は海食崖の岬で、入道埼灯台がある。このほか、八望台といった景勝地もあり、男鹿国定公園に指定されるとともに、日本百景に選定されている。
1952年（昭和27年）6月20日に「男鹿半島」は秋田魁新報社主催の第一回秋田県観光三十景(有効投票約百九十五万票)で第1位(二十五万千六百四十二票)に選出された。 1977年(昭和52年)6月15日の新観光秋田三十景（二百十七万票）では「入道崎・桜島・大桟橋ライン」が第1位に選出された。
海をいかした観光名所としては秋田県立男鹿水族館（男鹿水族館GAO）も知られる。船川港や水族館前などを発着する遊覧船が運航されることもある。

## 植物

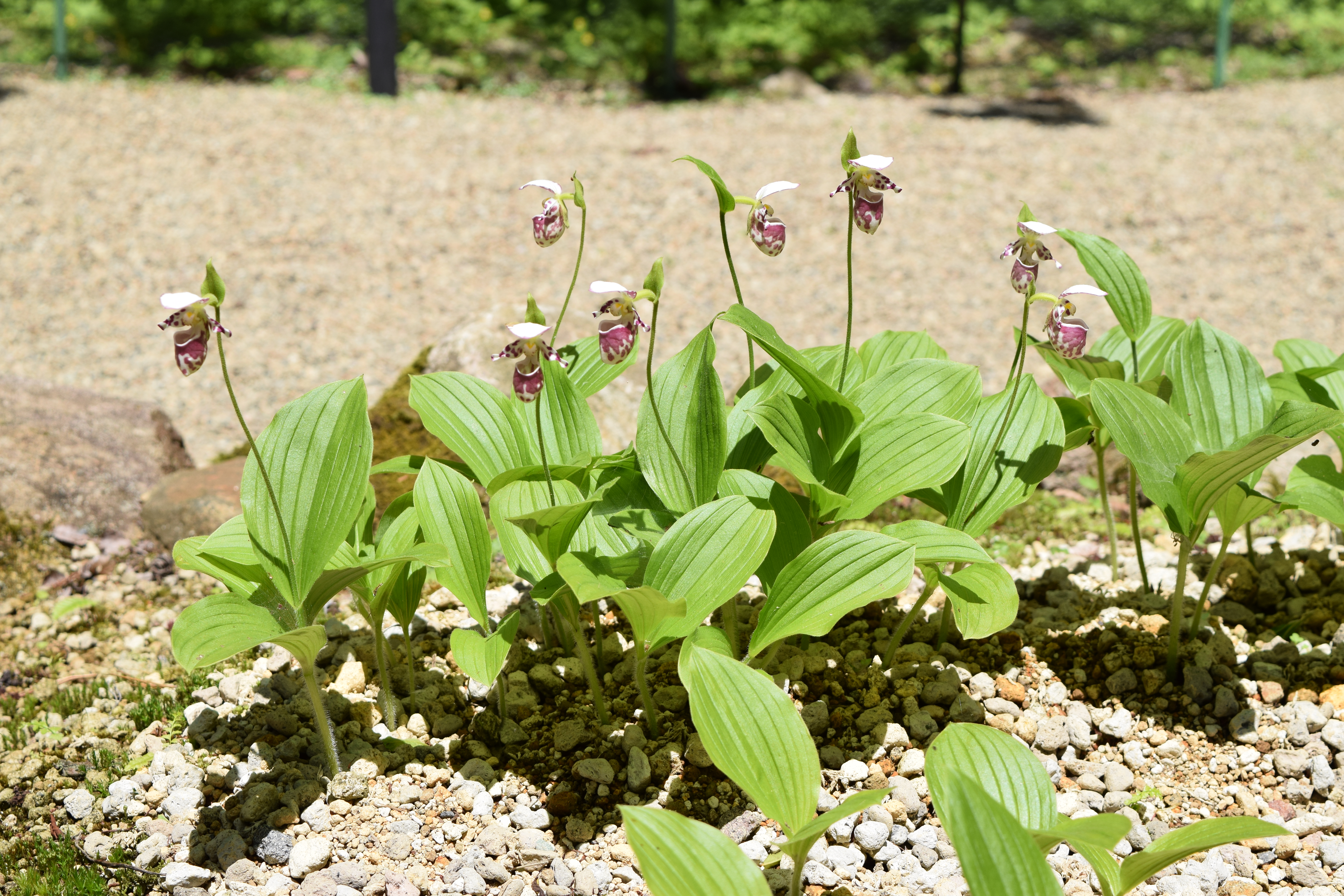
チョウセンキバナアツモリソウ

チョウセンキバナアツモリソウは日本では男鹿半島だけに咲く。同市北浦の真山神社近くにある栽培地で花を咲かせている。

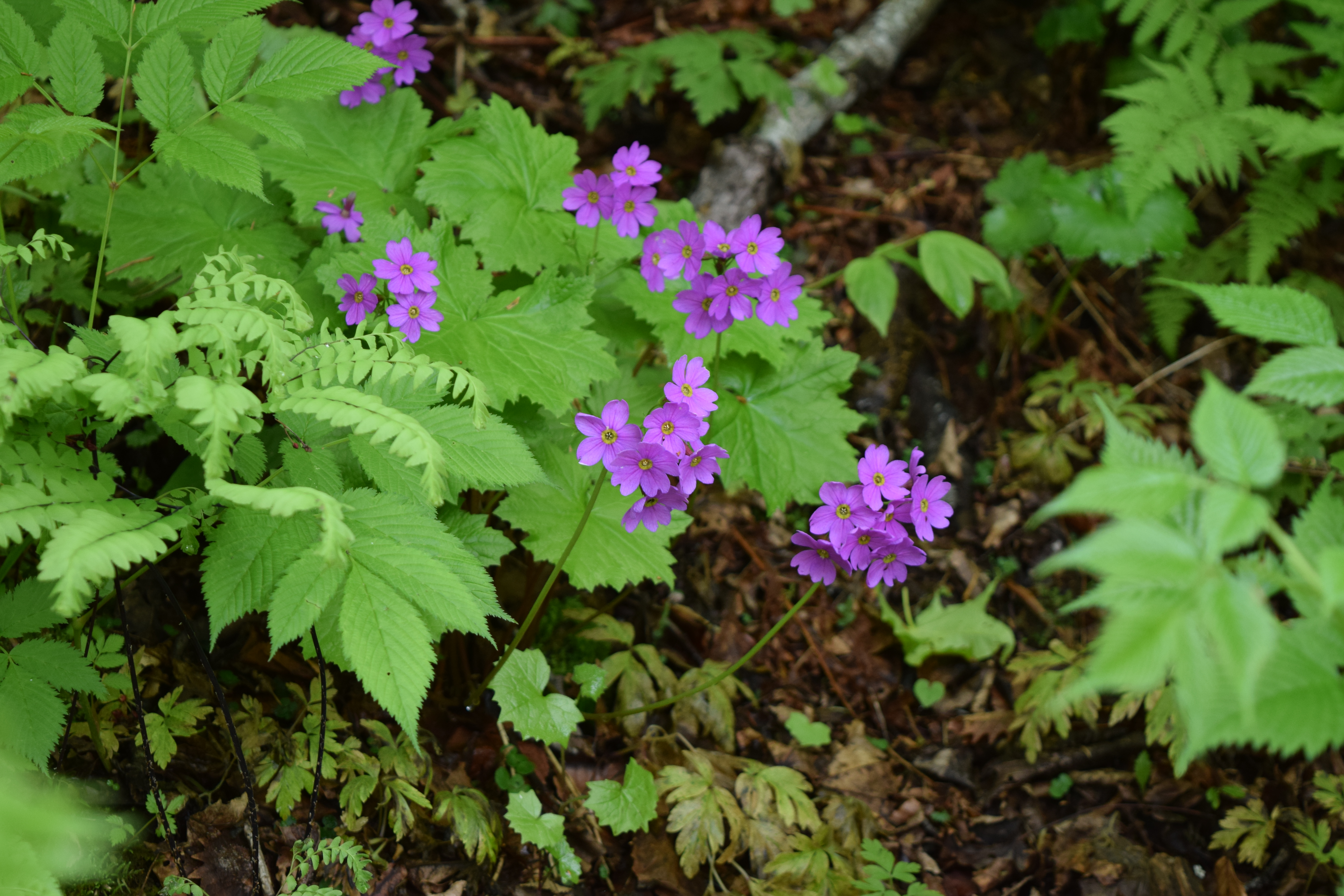
オオサクラソウ

また、オオサクラソウは毛無山山頂付近に咲き、秋田県の絶滅危惧ⅠA類として指定されている。